# Oxalis spruceana
Oxalis spruceana är en harsyreväxtart som beskrevs av Prog.. Oxalis spruceana ingår i släktet oxalisar, och familjen harsyreväxter. Inga underarter finns listade i Catalogue of Life.